# Malacoptila striata minor
Malacoptila striata minor ("kleine zwart-witte baardkoekoek") is een vogel uit de familie Bucconidae (baardkoekoeken). De vogel werd in 1911 door de Oostenrijkse vogelkundige  Moritz Sassi als Malacoptila torquata minor als ondersoort geldig beschreven. Het is een bedreigde, endemische vogel in Brazilië.

## Kenmerken
De vogel is 17,5 cm lang. Het is een kleine baardkoekoek, die sterk lijkt op de (gewone of grote) zwart-witte baardkoekoek maar kleiner is. Ook deze ondersoort heeft een donker gekleurde kop, met daarin veren, vooral rond het oog, met lichtbruine randen en een kleine witte baardstreep. Verder is de vogel van boven ook donker, met daarin lichtbruin gekleurde veren. Opvallend is een helderwitte borstband, met daaronder een brede zwarte band terwijl de onderkant verder donkerder oranjebruin is dan bij de andere ondersoort. De staart is vrij lang en donkerbruin, de staartveren lopen getrapt af. De snavel is zwart en het oog is bruin. De poten zijn blauwachtig zwart of grijs.

### Ondersoort of soort
M. s. minor is kleiner en wordt door BirdLife International beschouwd als een aparte soort. Volgens in 2013 gepubliceerd onderzoek is hiervoor ook DNA bewijs, desondanks staat de vogel als ondersoort op de IOC World Bird List.

## Verspreiding en leefgebied
Malacoptila striata minor is endemisch in zuidoostelijk Brazilië. De leefgebieden liggen in natuurlijke vochtig bos, maar ook wel in uitgekapt, secundair bos. De aanwezigheid van grote bomen met daarin holtes is van belang.

## Status
De grootte van de populatie is niet gekwantificeerd. De populatie-aantallen nemen af door habitatverlies. Het leefgebied wordt aangetast door ontbossing waarbij natuurlijk bos wordt omgezet in gebied voor agrarisch gebruik. De ondersoort ondervindt mogelijk concurrentie door verwilderde honingbijen die ook boomholten in bezit nemen. Om deze redenen staat de ondersoort M. s. minor als bedreigde soort op de Rode Lijst van de IUCN.